# Abdelaziz Soulaimain
Abdelaziz Soulaimain (30 aprile 1958) è un ex calciatore marocchino, di ruolo attaccante.

## Carriera

### Nazionale
Con la Nazionale marocchina ha preso parte ai Mondiali 1986 disputando 3 partite.